# Guernsey Island
Guernsey Island är en ö i Kanada.   Den ligger i provinsen Newfoundland och Labrador, i den östra delen av landet, 1 400 km öster om huvudstaden Ottawa. Arean är 2,0 kvadratkilometer.
Terrängen på Guernsey Island är lite kuperad. Öns högsta punkt är 321 meter över havet. Den sträcker sig 1,9 kilometer i nord-sydlig riktning, och 1,7 kilometer i öst-västlig riktning.